# レジー・ゲーリー
レジー・エリオット・ゲーリー（Reggie Elliot Geary、1973年8月31日 - ）は、アメリカ合衆国ニュージャージー州出身の元プロバスケットボール選手で、指導者である。Bリーグの名古屋ダイヤモンドドルフィンズのヘッドコーチを務めた。

## 来歴

### カレッジ
1992年から1996年にかけてアリゾナ大学でルート・オルセンの下で主力としてプレーし、Pac-10カンファレンスで2度優勝。1994年にNCAA男子バスケットボールトーナメントファイナル4に進出した。

### プロ
1996年のNBAドラフトにてクリーブランド・キャバリアーズより全体56位指名を受けて入団し、1996-97シーズンは39試合に出場。翌1997-98シーズンはサンアントニオ・スパーズに所属し、エイブリー・ジョンソンの控えのポイントガードとして62試合に出場した。このシーズンのチームメイトには、ティム・ダンカン、デビッド・ロビンソンらがいた。
1998年から2000年にかけてCBAでプレー。その後、2000年から2004年までアメリカ国外に出てイスラエル、ポルトガル、フランス、ウクライナのチームに所属した後に引退。

### 指導者
2004-05シーズンからは指導者に転じ、母校アリゾナ大学やNBDLのアナハイム・アーセナルなどのコーチを歴任。
2011年7月、日本プロバスケットボールリーグ（bjリーグ）の新規参入チーム・横浜ビー・コルセアーズの初代ヘッドコーチに就任。2011-12シーズン、チームをリーグ参入初年度でのプレイオフ進出に導き、最優秀コーチ賞を受賞した。翌2012-13シーズンには優勝を達成。
2013年7月、bjからナショナルバスケットボールリーグ（NBL）に転籍した千葉ジェッツのヘッドコーチに就任。
2015年6月退任、三菱電機ダイヤモンドドルフィンズ名古屋のヘッドコーチに就任した。
2017年5月退任。